# Eksavang Vongvichit
Eksavang Vongvichit là một chính trị gia người Lào, là Bộ trưởng Bộ Y tế Công cộng.